# Roggenburg

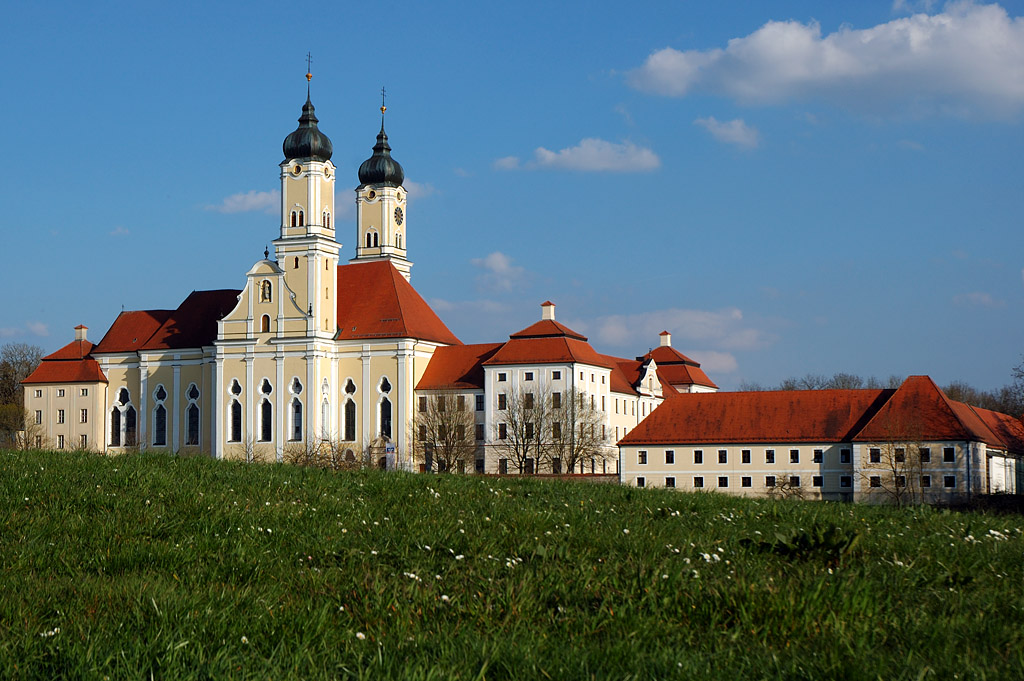
Abaţia Roggenburg

Roggenburg este o comună din landul Bavaria, Germania.
Roggenburg este renumită pentru abația care poartă același nume și care a fost fondată în 1126.

## Date geografice și demografice
Comuna Roggenburg se compune din localitățile Biberach, Ingstetten, Meßhofen, Roggenburg, Schießen, Schleebuch și Unteregg.